# Habibti
Habibti, né en 1980, est un cheval de course pur-sang. Entraînée en Grande-Bretagne par John Dunlop pour Mohamed Mutawa, elle est considérée comme l'un des meilleurs sprinters de l'histoire.   

## Carrière de course
Acquise yearling par son propriétaire pour 140 000 Guinées, Habibti est confiée à John Dunlop, basé à Arundel dans le West Sussex. Elle débute à 2 ans dans un maiden disputé à Ascot puis s'attaque au niveau des groupes dans les Lowther Stakes à York où elle défait Royale Heroine, futur lauréate du Breeders' Cup Mile, et enchaîne en septembre avec les Moyglare Stud Stakes en Irlande. Trois courses, trois victoires, et la voilà qui fait partie des pouliches les plus en vue pour les classiques du printemps.            
En 1983, Habibti fait sa rentrée sur les 1 400 mètres des Fred Darling Stakes, une préparatoire aux Guinées. Elle y perd son invincibilité, s'inclinant nettement face à la lauréate du Prix Marcel Boussac Goodbye Shelley. Ce qui ne l'empêche pas de s'élancer avec le statut de troisième favorite dans les 1000 Guinées. Le lot est relevé et la pouliche se défend bien, terminant troisième derrière la championne française Ma Biche et Royale Heroine. Direction le Curragh, pour le remake irlandais des Guinées. Et là c'est la catastrophe : tandis qu'une autre pouliche française se couvre de gloire (L'Attrayante, qui réussit un beau doublé après la Poule d'Essai des Pouliches), Habibti sombre et termine neuvième, dans le lointain, embourbé sur une piste profonde. Mais John Dunlop a compris la leçon : ce n'est pas que sa protégée manque de classe, c'est simplement qu'il a entre les mains un bolide incapable de tenir la distance au-delà de 1 200 mètres, a fortiori en terrain lourd. Changement de programme, donc, et finies les aventures sur le mile.             
Habibti s'aligne dans la July Cup et ne fait qu'une bouchée de la 4 ans Soba, pure spécialiste du sprint appelée à devenir son souffre-douleur. Et elle ne s'arrête plus, elle enchaîne avec le Sprint Championship, encore devant la pauvre Soba qui en plus perd le bénéfice de ses efforts à la suite d'une enquête pour un changement de ligne. Dans la Haydock Sprint Cup, c'est plus qu'une démonstration : Habibti accélère sèchement et pulvérise de sept longueurs le peloton emmené évidemment par Soba. "L'une des meilleures performances jamais vues à Haydock ni ailleurs" s'enflamme Timeform. La partenaire de Willie Carson semble s'améliorer de course en course, et c’est à Paris qu'elle réalise son chef-d’œuvre dans le Prix de l'Abbaye de Longchamp, sorte de finale de fin de saison pour les sprinters européens. La fusée britannique se déplie dans les derniers 200 mètres d'une course menée à un train d'enfer, accélère et s'impose (devant Soba bien sûr) avec un chrono exceptionnel : 54"30. Jamais on était allé aussi vite sur les 1 000 mètres de Longchamp. 40 ans plus tard, le record tient toujours. En fin d'année, le triomphe de Habibti dépasse la seule discipline du sprint : elle est élue cheval de l'année en Angleterre, tandis que les ratings internationaux la place en tête, non seulement des sprinters européens, mais aussi des pouliches de 3 ans européennes et troisième cheval, toutes catégories confondues, derrière le vainqueur de l'Irish Derby Shareef Dancer et la lauréate du Prix de l'Arc de Triomphe All Along. Timeform est encore plus généreux : en lui attribuant un formidable rating de 136, il fait de Habibti le meilleur cheval d'Europe, tout simplement. Et accessoirement, Timeform n'avait jamais donné un si haut rating à une pouliche de 3 ans. Les Miesque, Zarkava, Goldikova, Trêve et autres Enable ne feront jamais mieux.               
Habibti revient à la compétition en juin 1984 dans une Listed disputée à Lingfield. À la voir y vaincre aisément le vainqueur des King's Stand Stakes 1983, Sayf El Arab, tout laisse à croire qu'elle a gardé la forme. Mais dans l'édition 1984 de ces mêmes King's Stand Stakes, ce même Sayf El Arab et l'Irlandais Anita's Prince lui mènent la vie dure, comptant six longueurs d'avance à 400 mètres du but. Mais Habibti parvient à les remonter l'un et l'autre et prend au second une courte tête sur le poteau. C'est comme un avertissement. Une dernière sommation plutôt, car Habibti ne connaîtra plus jamais le goût de la victoire. Elle se noie dans la July Cup, sixième sous la selle de son partenaire d'un jour Lester Piggott. Termine troisième à distance dans le Sprint Championship. Se reprend dans la Haydock Sprint Cup mais concède une tête sur le poteau. Ne peut s'adjuger un groupe 3, les Diadem Stakes. Mais parvient tout de même à sauver l'honneur dans le Prix de l'Abbaye de Longchamp, terminant deuxième. Ce sera sa dernière sortie. La jument avait perdu de sa superbe, ça arrive. Il n'en reste pas moins qu'elle est l'un des chevaux les plus rapides vus en course. Son rating Timeform fait d'elle le quatrième meilleur sprinter de l'histoire derrière Abernant (142 en 1950), Pappa Fourway (139 en 1955) et Right Boy (137 en 1959). Dans leur livre de référence A Century of Champions, John Randall et Tony Morris font de Habibti la quinzième meilleure 3 ans du 20e siècle dans les Îles Britanniques, et le dix-septième meilleur sprinter.

### Résumé de carrière
| Date         | Hippodrome  | Pays        | Course                        | Statut      | Distance    | Jockey       | Place       | Écart       | Vainqueur ou deuxième | Temps   |
| 1982, 2 ans  | 1982, 2 ans | 1982, 2 ans | 1982, 2 ans                   | 1982, 2 ans | 1982, 2 ans | 1982, 2 ans  | 1982, 2 ans | 1982, 2 ans | 1982, 2 ans           |         |
| ------------ | ----------- | ----------- | ----------------------------- | ----------- | ----------- | ------------ | ----------- | ----------- | --------------------- | ------- |
| 23 juillet   | Ascot       | Royaume-Uni | Maiden                        |             | 1 200 m     | B. Raus      | 1er / 9     | 1 ½         | Elysian               | 1'18"14 |
| 18 août      | York        | Royaume-Uni | Lowther Stakes                | Gr. 2       | 1 200 m     | W. Carson    | 1er / 8     | 1 ½         | Royal Heroine         | 1'13"01 |
| 11 septembre | Curragh     | Irlande     | Moyglare Stud Stakes          | Gr. 2       | 1 200 m     | D. Gillespie | 1er / 15    | 1 ½         | Minnelli              | 1'16"00 |
| 1983, 3 ans  |             |             |                               |             |             |              |             |             |                       |         |
| 15 avril     | Newbury     | Royaume-Uni | Fred Darling Stakes           | Gr. 3       | 1 400 m     | W. Carson    | 3e / 9      | 5           | Goodbye Shelley       |         |
| 28 avril     | Newmarket   | Royaume-Uni | 1000 Guineas                  | Gr. 1       | 1 600 m     | W. Carson    | 3e / 18     | 2 ¼         | Ma Biche              |         |
| 21 mai       | Curragh     | Irlande     | Irish 1000 Guineas            | Gr. 1       | 1 600 m     | W. Carson    | 9e / 18     | 14          | L'Attrayante          |         |
| 7 juillet    | Newmarket   | Royaume-Uni | July Cup                      | Gr. 1       | 1 200 m     | W. Carson    | 1er / 15    | 2 ½         | Soba                  | 1'12"11 |
| 18 août      | York        | Royaume-Uni | Sprint Championship           | Gr. 1       | 1 000 m     | W. Carson    | 1er / 10    | 1 ½         | Fine Edge             | 57"99   |
| 3 septembre  | Haydock     | Royaume-Uni | Haydock Sprint Cup            | Gr. 2       | 1 200 m     | W. Carson    | 1er / 6     | 7           | Soba                  | 1'15"31 |
| 2 octobre    | Longchamp   | France      | Prix de l'Abbaye de Longchamp | Gr. 1       | 1 000 m     | W. Carson    | 1er / 8     | 1           | Soba                  | 54"30   |
| 1984, 4 ans  |             |             |                               |             |             |              |             |             |                       |         |
| 1er juin     | Lingfield   | Royaume-Uni | Leisure Stakes                | Listed      | 1 200 m     | W. Carson    | 1er / 8     | 1           | Sayf el Arab          | 1'09"67 |
| 22 juin      | Ascot       | Royaume-Uni | King's Stand Stakes           | Gr. 1       | 1 000 m     | W. Carson    | 1er / 11    | cte tête    | Anita's Prince        | 1'01"76 |
| 12 juillet   | Newmarket   | Royaume-Uni | July Cup                      | Gr. 1       | 1 200 m     | L. Piggott   | 6e / 9      | 9 ¾         | Chief Singer          |         |
| 23 août      | York        | Royaume-Uni | Sprint Championship           | Gr. 1       | 1 000 m     | W. Carson    | 3e / 8      | 6           | Committed             |         |
| 8 septembre  | Haydock     | Royaume-Uni | Haydock Sprint Cup            | Gr. 2       | 1 200 m     | W. Carson    | 2e / 9      | cte tête    | Petong                |         |
| 27 septembre | Ascot       | Royaume-Uni | Diadem Stakes                 | Gr. 3       | 1 200 m     | W. Carson    | 3e / 9      | 2 ½         | Never So Bold         |         |
| 7 octobre    | Longchamp   | France      | Prix de l'Abbaye de Longchamp | Gr. 1       | 1 000 m     | W. Carson    | 2e / 12     | 2 ½         | Committed             |         |

## Au haras
Habibti n'a pas connu beaucoup de succès comme poulinière, aucun de ses dix produits ne parvenant à se distinguer en course. Elle a toutefois tracé jusqu'au bon Morshdi, un fils de Slip Anchor et de sa fille Reem Albaraari (par Sadler's Wells) qui remporta le Derby Italien et le Grosser Preis von Baden, se classant aussi deuxième de l'Irish Derby. 

## Origines
Bien que Habitat fut un remarquable miler, lauréat du Prix du Moulin de Longchamp en 1969, il excella comme étalon dans le registre de la vitesse (entre 1978 et 1983, quatre de ses produits ont inscrit leur nom au palmarès du Prix de l'Abbaye de Longchamp), même s'il sut donner des produits performant jusqu'au mile (voire un peu plus : il a donné deux gagnantes de Champion Stakes). Il est le père d'une autre fameuse sprinteuse, Marwell, qui avait régné sur le sprint européen deux ans après Marwell. Puisque le meilleur de sa descendance était féminin, il n'est pas étonnant qu'il fut un excellent père de mère (il décrocha trois titres de tête de liste dans ce domaine), étant notamment celui via Marwell, de la championne Marling, mais aussi de Reference Point ou Barathea.
Côté maternel, le pedigree de Habibti donne le tournis. Sa mère Klairessa n'a remporté qu'une petite course mais s'est rattrapé au haras en donnant, outre Habibti, Knesset (par General Assembly), vainqueur des Ballyogan Stakes (Gr.3), et surtout Eight Carat, poulinière exceptionnelle en Nouvelle-Zélande, qui a engendré cinq vainqueurs de groupe 1 dont le champion Octagonal. Klairessa se réclame de son propre frère, le brillant sprinter D'Urberville, lauréat des King's Stand Stakes, des Temple Stakes, des Norfolk Stakes, deuxième du Prix Robert Papin et des Dewhurst Stakes. Une autre de ses sœurs, Lora, a produit On The House, victorieuse des 1000 Guinées et des Sussex Stakes. On aura bien sûr reconnu la fameuse famille 9-c, la lignée de Mumtaz Mahal, sixième mère de Habibti, laquelle est emblématique de la vitesse innée de toute cette lignée. D'autant plus que cette influence est redoublée en lignée paternelle, puisque Mumtaz Mahal est symétriquement présente dans le pedigree de Habibti en tant que sixième mère de Habitat, lui aussi via Sun Princess. Habibti est donc inbred 7x6 sur Mumtaz Mahal.     

### Pedigree
| Origines de Habibti (IRE), jument baie née en 1980 | Origines de Habibti (IRE), jument baie née en 1980 | Origines de Habibti (IRE), jument baie née en 1980 | Origines de Habibti (IRE), jument baie née en 1980 |
| -------------------------------------------------- | -------------------------------------------------- | -------------------------------------------------- | -------------------------------------------------- |
| Père Habitat 1966                                  | Sir Gaylord 1959                                   | Turn-To                                            | Royal Charger                                      |
| Père Habitat 1966                                  | Sir Gaylord 1959                                   | Turn-To                                            | Source Sucree                                      |
| Père Habitat 1966                                  | Sir Gaylord 1959                                   | Somethingroyal                                     | Princequillo                                       |
| Père Habitat 1966                                  | Sir Gaylord 1959                                   | Somethingroyal                                     | Imperatrice                                        |
| Père Habitat 1966                                  | Little Hut 1952                                    | Occupy                                             | Bull Dog                                           |
| Père Habitat 1966                                  | Little Hut 1952                                    | Occupy                                             | Miss Bunting                                       |
| Père Habitat 1966                                  | Little Hut 1952                                    | Savage Beauty                                      | Challenger                                         |
| Père Habitat 1966                                  | Little Hut 1952                                    | Savage Beauty                                      | Khara                                              |
| Mère Klairessa 1969                                | Klairon 1952                                       | Clarion                                            | Djebel                                             |
| Mère Klairessa 1969                                | Klairon 1952                                       | Clarion                                            | Columba                                            |
| Mère Klairessa 1969                                | Klairon 1952                                       | Kalmia                                             | Kantar                                             |
| Mère Klairessa 1969                                | Klairon 1952                                       | Kalmia                                             | Sweet Lavender                                     |
| Mère Klairessa 1969                                | Courtessa 1955                                     | Supreme Court                                      | Precipitation                                      |
| Mère Klairessa 1969                                | Courtessa 1955                                     | Supreme Court                                      | Forecourt                                          |
| Mère Klairessa 1969                                | Courtessa 1955                                     | Tessa Gillian                                      | Nearco                                             |
| Mère Klairessa 1969                                | Courtessa 1955                                     | Tessa Gillian                                      | Sun Princess (famille 9-c)                         |